# Masayuki Ochiai
Pour les articles homonymes, voir Ochiai.
Masayuki Ochiai (落合正幸, Ochiai Masayuki), né en 1958 à Tokyo (Japon), est un réalisateur et scénariste japonais.

## Filmographie

### Réalisateur

#### Cinéma
- 1997 : Parasite Eve (パラサイト・イヴ, Parasaito Ivu?)
- 1999 : Saimin (催眠?)
- 2000 : Yonimo kimyō na monogatari - Eiga no tokubetsu hen (Tales of the Unusual), segment One Snowy Night
- 2004 : Infection (感染, Kansen?)
- 2008 : Spirits
- 2010 : Gekijō-ban: Kaidan resutoran
- 2010 : Le Bras (片腕, Kata ude?)[1]
- 2014 : Gakkou no kaidan: Noroi no kotodama
- 2014 : Ju-on: Owari no hajimari (Ju-on: The Beginning of the End)
- 2015 : Ju-on: Za fainaru

#### Télévision

##### Séries télévisées
- 1990 : Yonimo kimyō na monogatari
- 1993 : If: Moshimo
- 1994 : Toki o Kakeru Shōjo
- 2007 : Begin Japanology
- 2010 : Ayashiki bungō kaidan
- 2011 : Pîsu bōto
- 2012 : Seinaru kaibutsu tachi
- 2016 : Gu.Ra.Me! - Sōri no Ryōriban
- 2017 : Shûkatsu Kazoku: Kitto, Umaku Iku

##### Téléfilms
- 1991 : Yonimo kimyō na monogatari: Haru no tokubetsu hen
- 1997 : Yonimo kimyō na monogatari: '97 haru no tokubetsu hen
- 2001 : Yonimo kimyō na monogatari: Aki no tokubetsu hen
- 2001 : Yonimo kimyō na monogatari: Haru no tokubetsu hen
- 2004 : Suiyō puremia: sekai saikyō J horā SP Nihon no kowai yoru (Dark Tales of Japan)
- 2013 : Kaibutsu
- 2016 : Saigo no Okurimono

### Scénariste

#### Cinéma
- 1999 : Saimin
- 2000 : Poppugurūpu koroshiya
- 2000 : Yonimo kimyō na monogatari - Eiga no tokubetsu hen (Tales of the Unusual), segment One Snowy Night
- 2003 : Tenshi no kiba
- 2004 : Kansen
- 2014 : Gakkou no kaidan: Noroi no kotodama
- 2014 : Ju-on: Owari no hajimari (Ju-on: The Beginning of the End)
- 2015 : Ju-on: Za fainaru

#### Télévision

##### Téléfilms
- 2001 : Yonimo kimyō na monogatari: Aki no tokubetsu hen
- 2001 : Yonimo kimyō na monogatari: Haru no tokubetsu hen
- 2004 : Suiyō puremia: sekai saikyō J horā SP Nihon no kowai yoru (Dark Tales of Japan)'
- 2012 : Shi to kanojo to boku
- 2016 : Saigo no Okurimono